# Cambridge Union Society
La Cambridge Union Society, generalmente referido a como "el Cambridge Union" o "la Unión", es una sociedad de debate en Cambridge, Inglaterra, y la sociedad más grande en la Universidad de Cambridge.  Fundada en 1815, la Unión es la sociedad más vieja operando en el mundo. Además, la Cambridge Union ha servido como modelo para la fundación de sociedades similares en varias otras universidades prominentes, incluyendo el Oxford Union, Studentafton (Lund, Suecia) y el Yale Political Union. La Unión es una sociedad privada con la afiliación abre a todos los estudiantes de la Universidad de Cambridge o Anglia Ruskin, y es completamente separada de la Unión oficial de estudiantes. La Unión es una caridad registrada en mayo de 2010 con una colaboración de 3 años con proveedores de servicio profesional Deloitte desde noviembre de 2013.

## Historia de la Unión

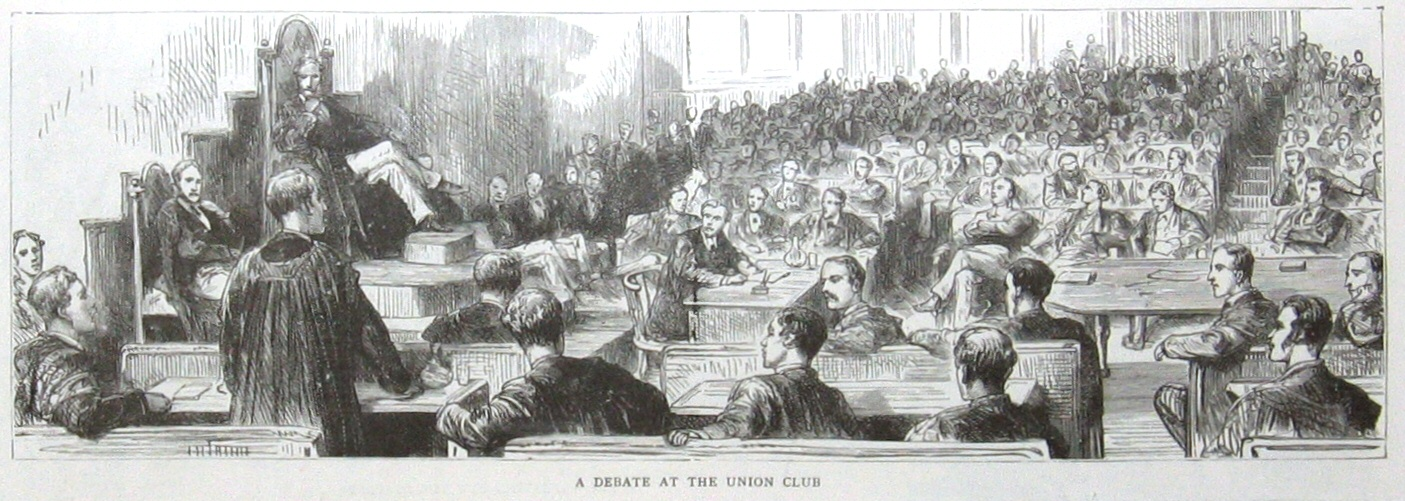
Un debate en el Cambridge Union Society (c. 1887). hay ya no un código de vestido para los miembros que atienden debates hoy.

La Cambridge Union estuvo fundada el 13 de febrero de 1815. Varios años después de que esté fundado, el 24 de marzo de 1817, la Unión fue temporalmente cerrada por la Universidad. En 1821 la Sociedad fue reformada bajo directrices estrictas.

### Galería

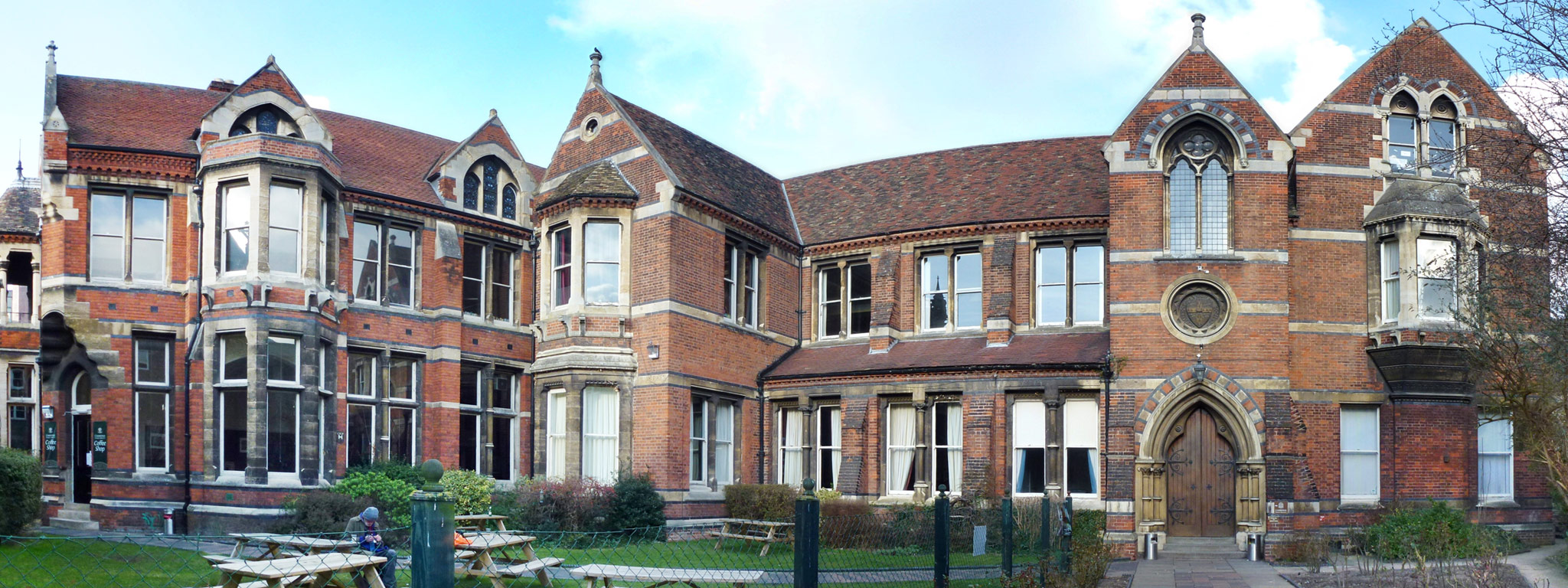
El Cambridge Sociedad de Unión
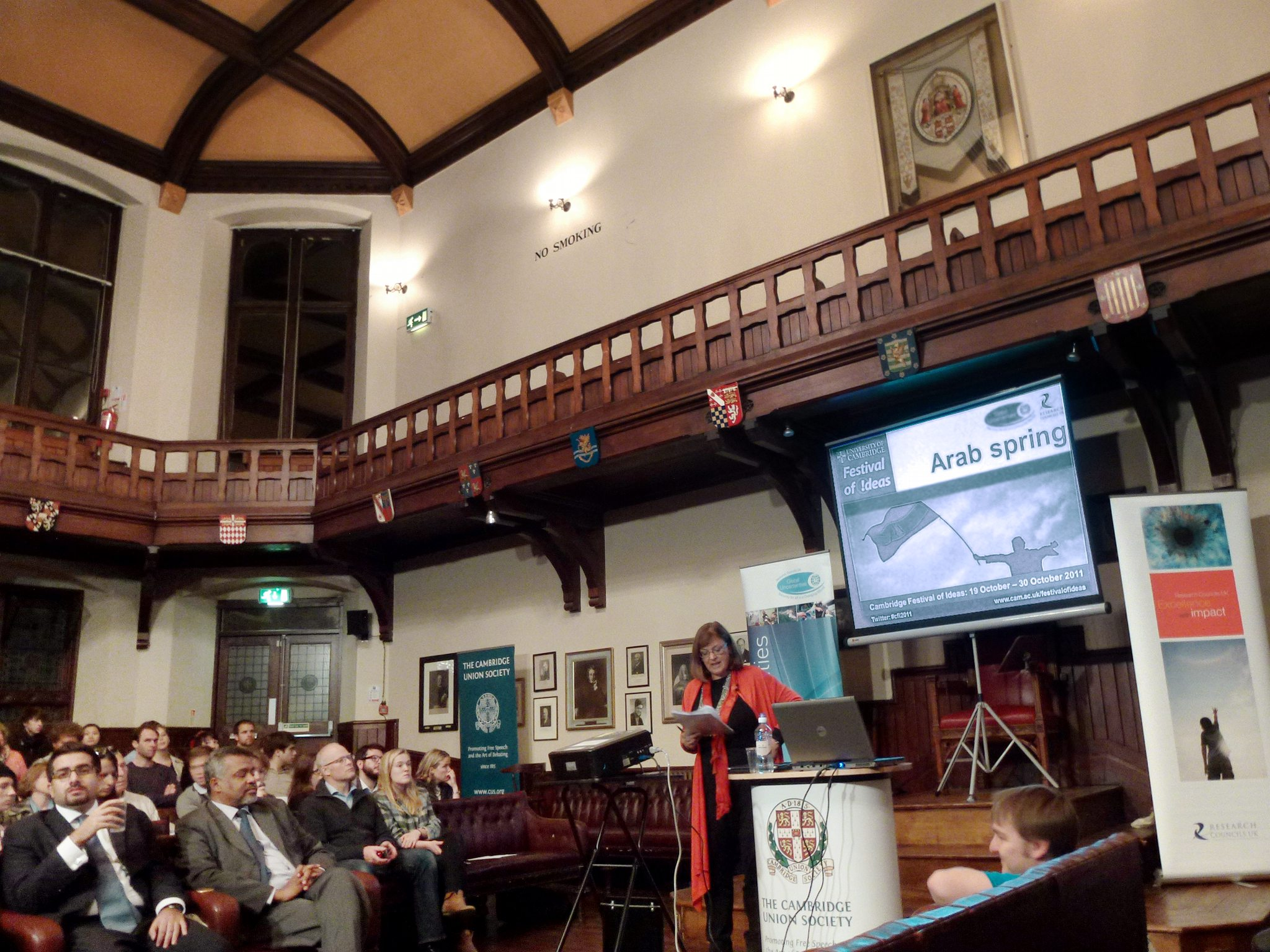
El Cuarto de Debatir
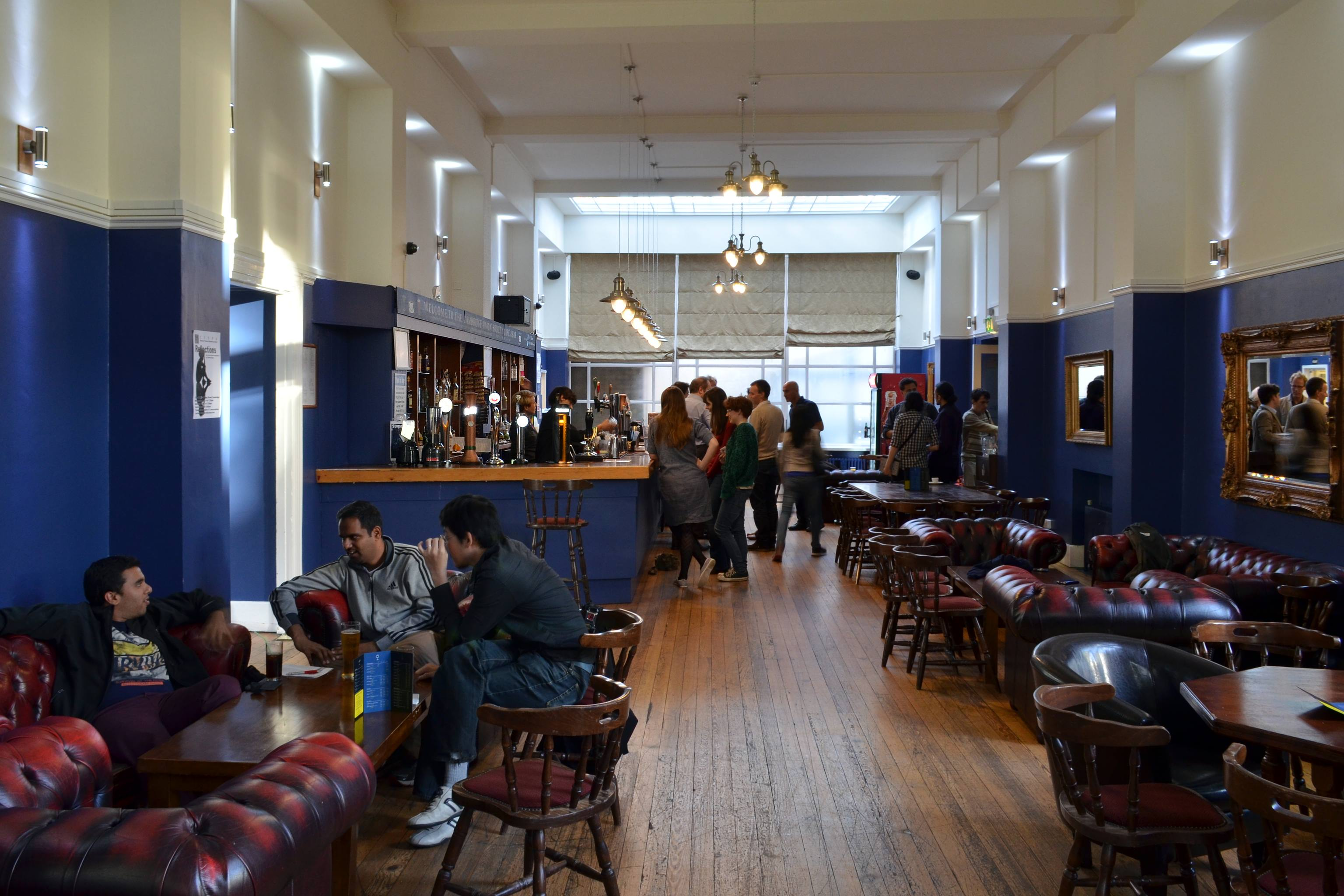
La 1815 Barra y Cafetería

## Debates y hablantes pasados

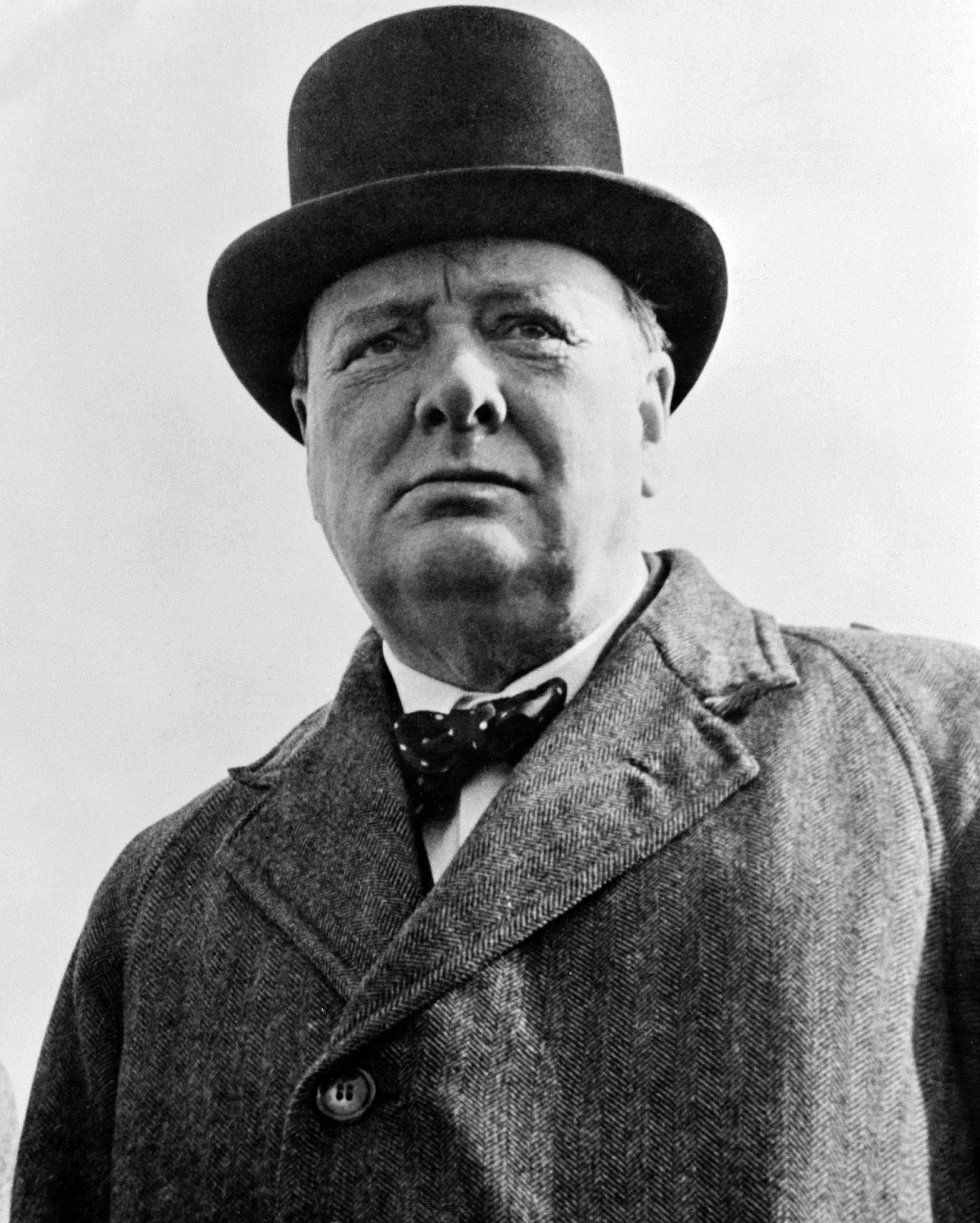
Winston Churchill, Primer ministro británico anterior.
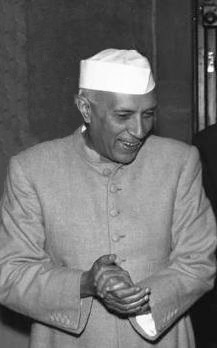
Jawaharlal Nehru,primer Primer ministro de India.
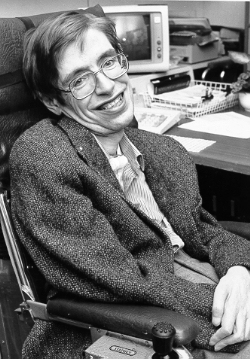
Stephen Hawking, físico teórico
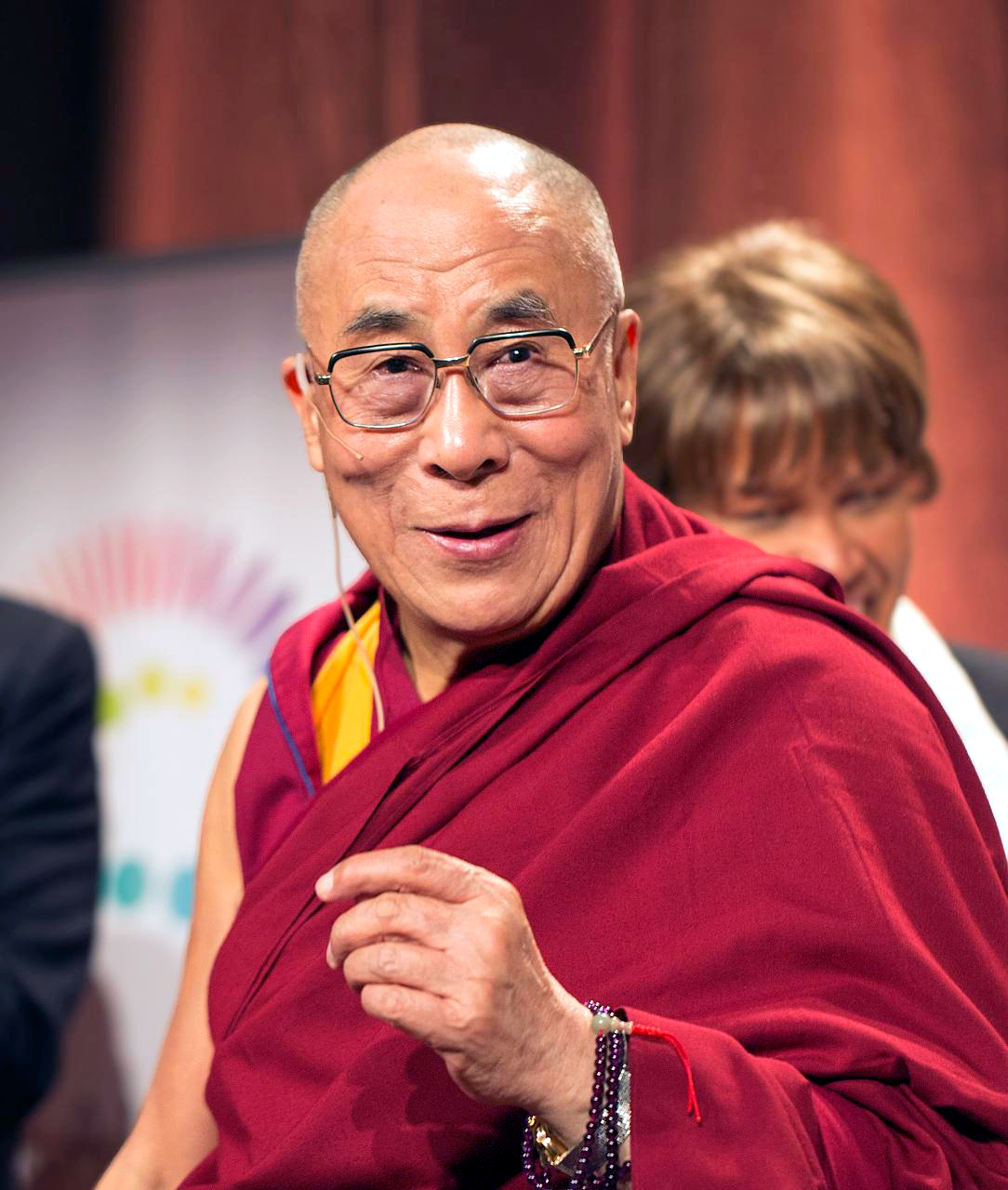
Dalai Lama, dirigente espiritual de Tíbet
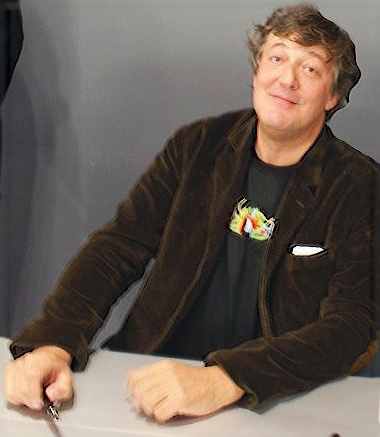
Stephen Fríe, actor, autor y comedian
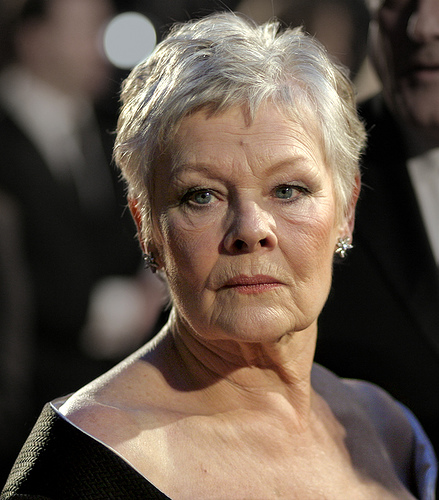
Judi Dench, actriz
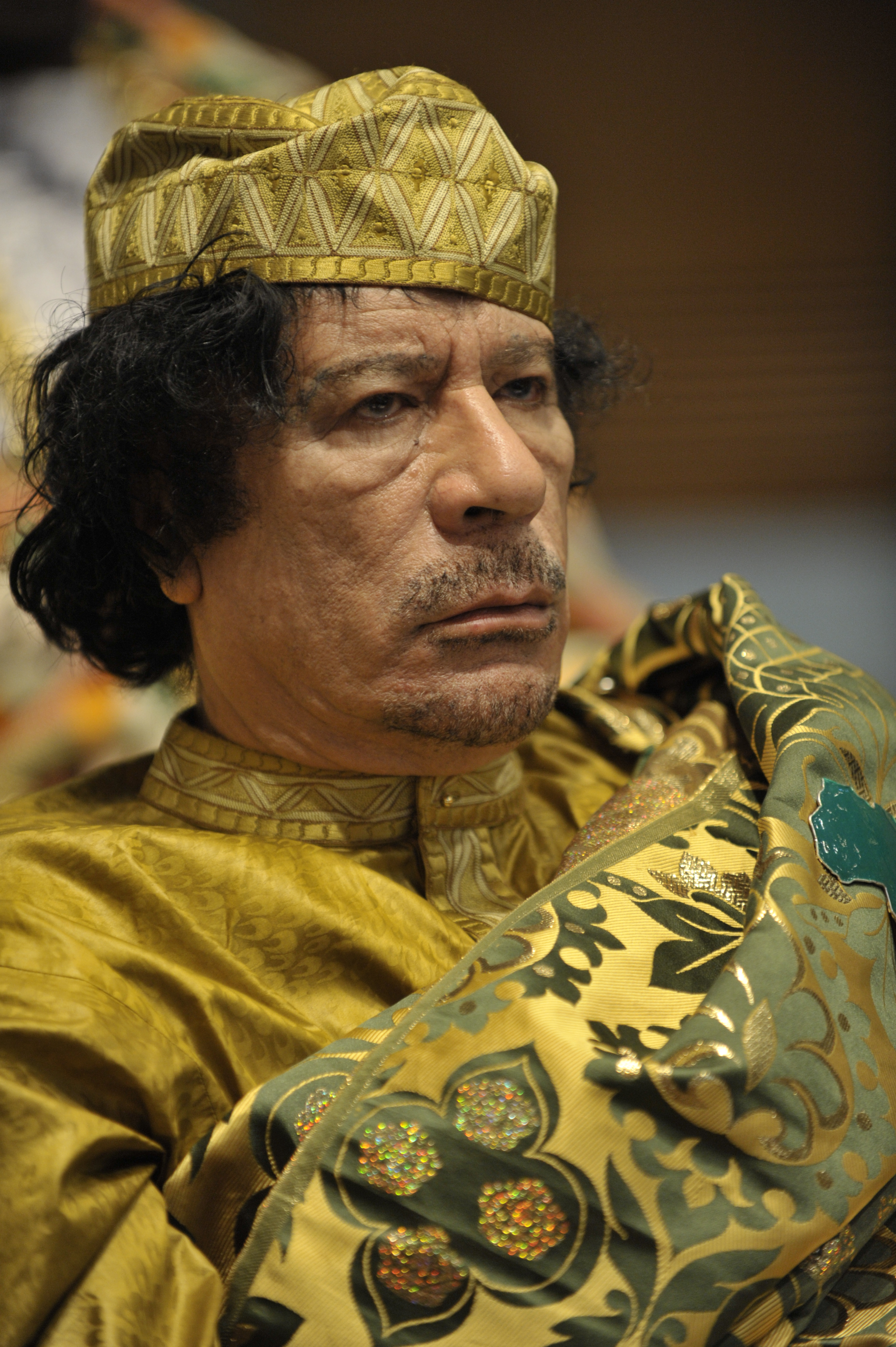
Dictador libio anterior Muammar al-Gaddafi
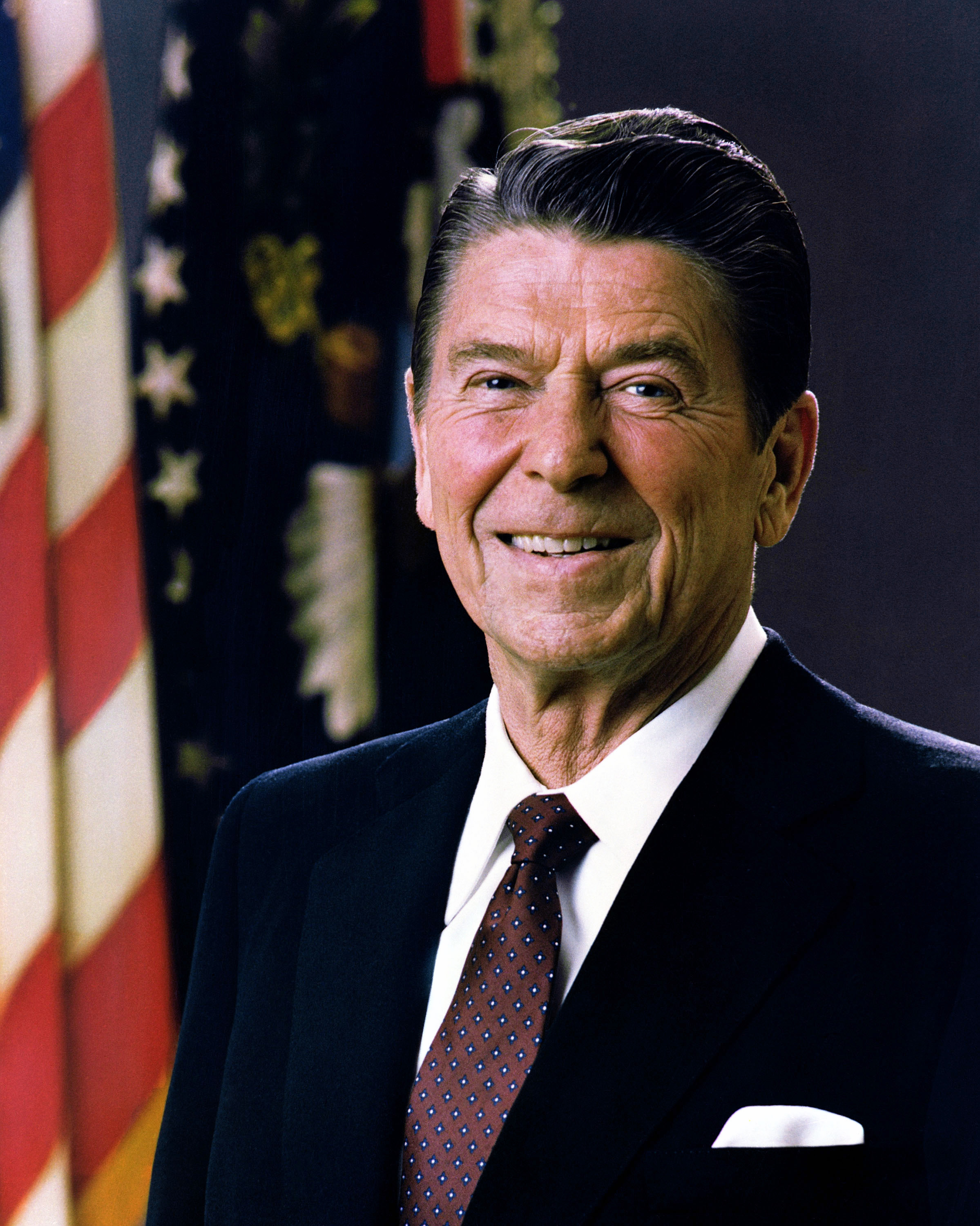
Presidente de EE.UU. Ronald Reagan
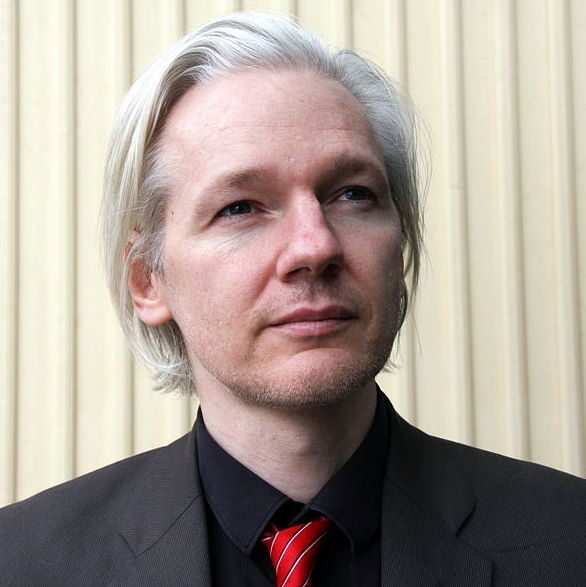
Julian Assange, fundador de Wikileaks
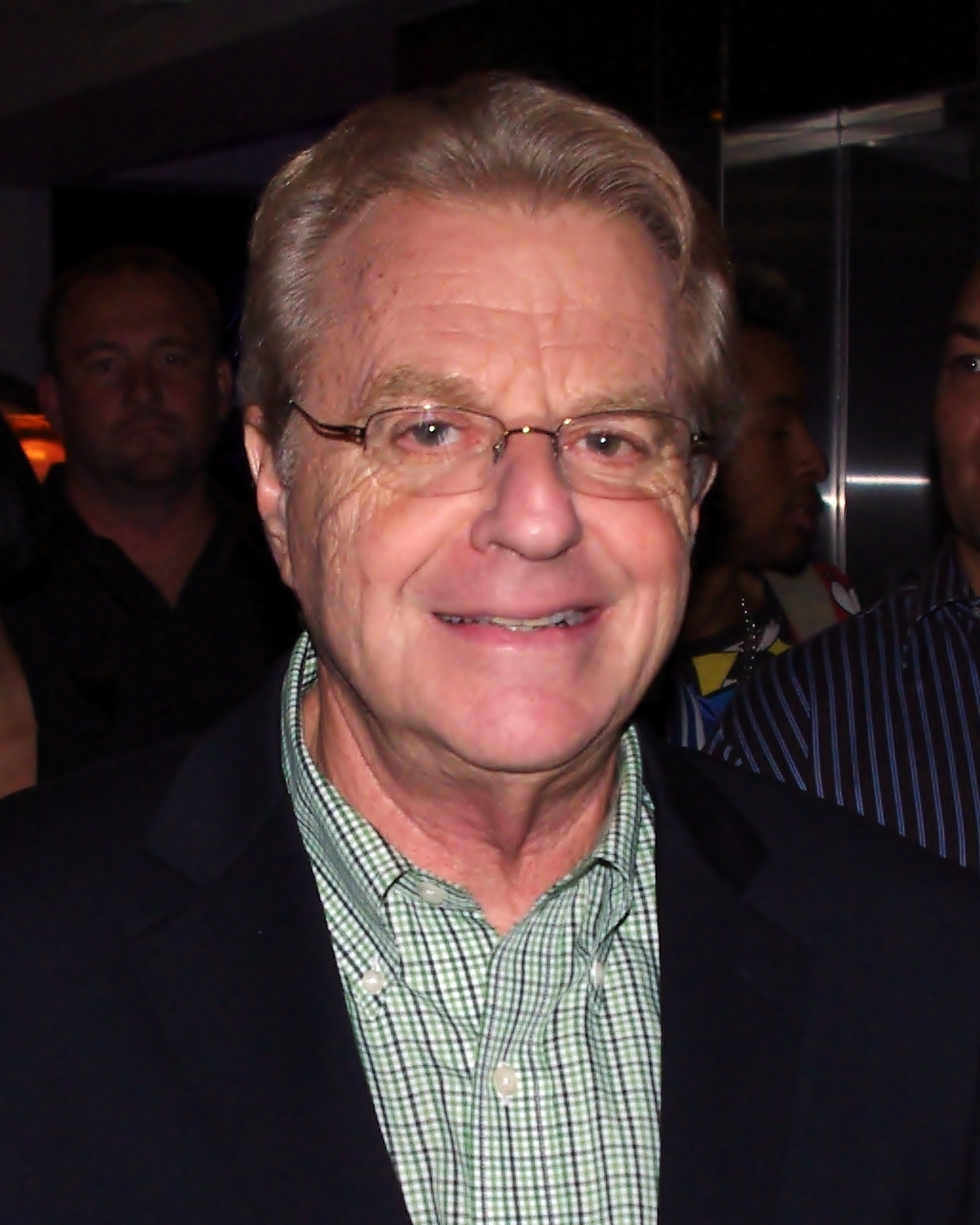
Jerry Salmer, presentador televisivo americano
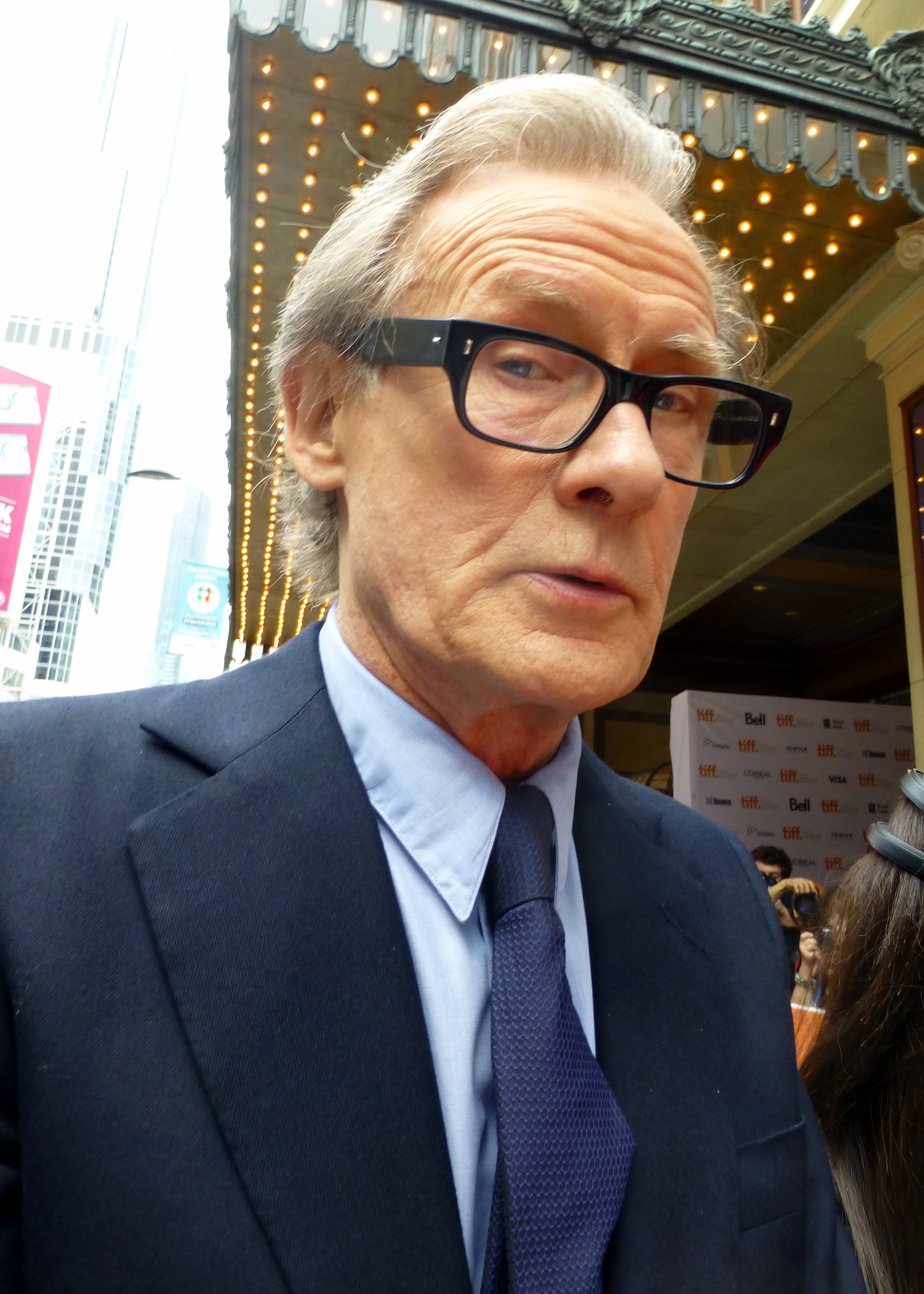
Bill Nighy, actor inglés
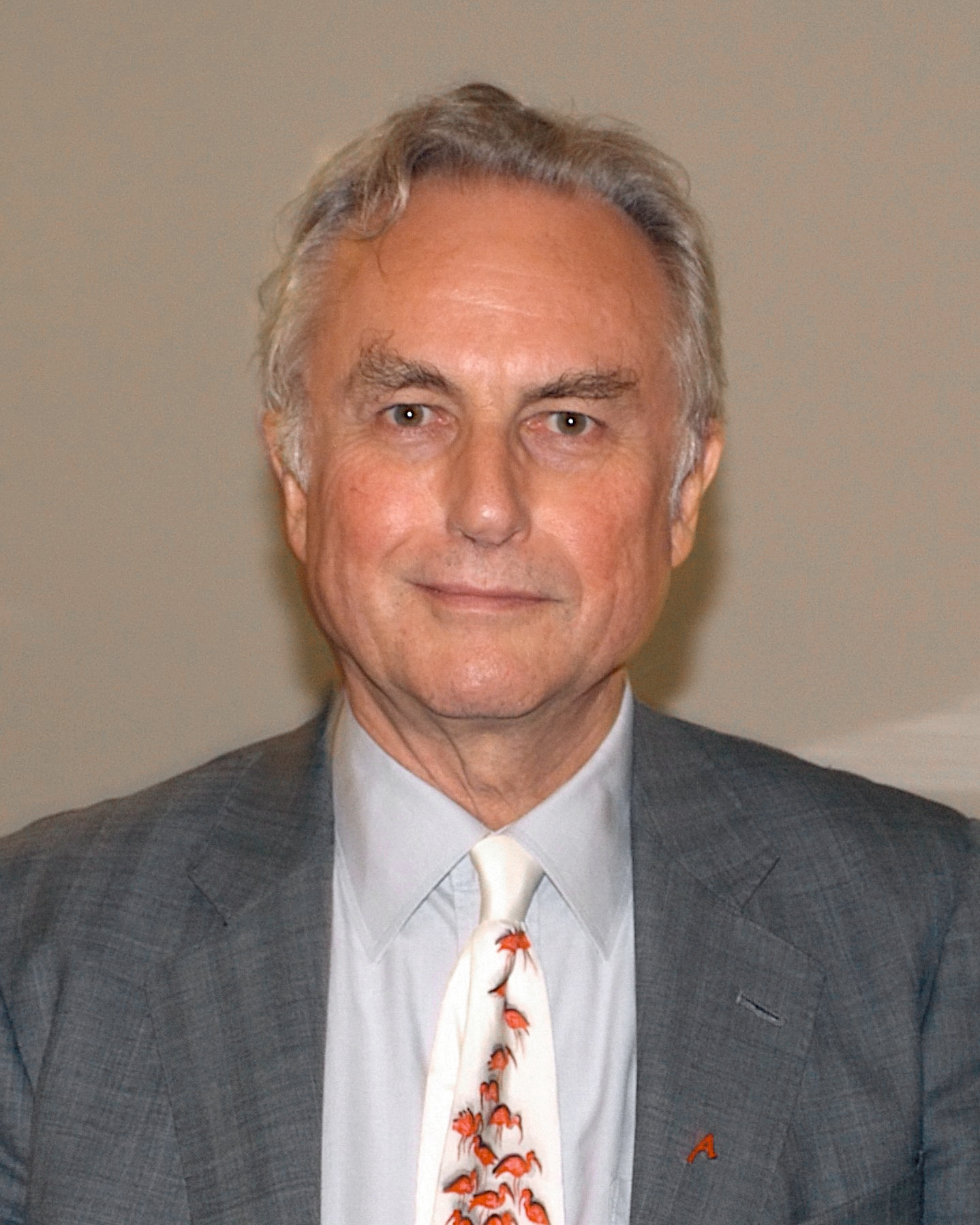
Biólogo evolutivo Richard Dawkins
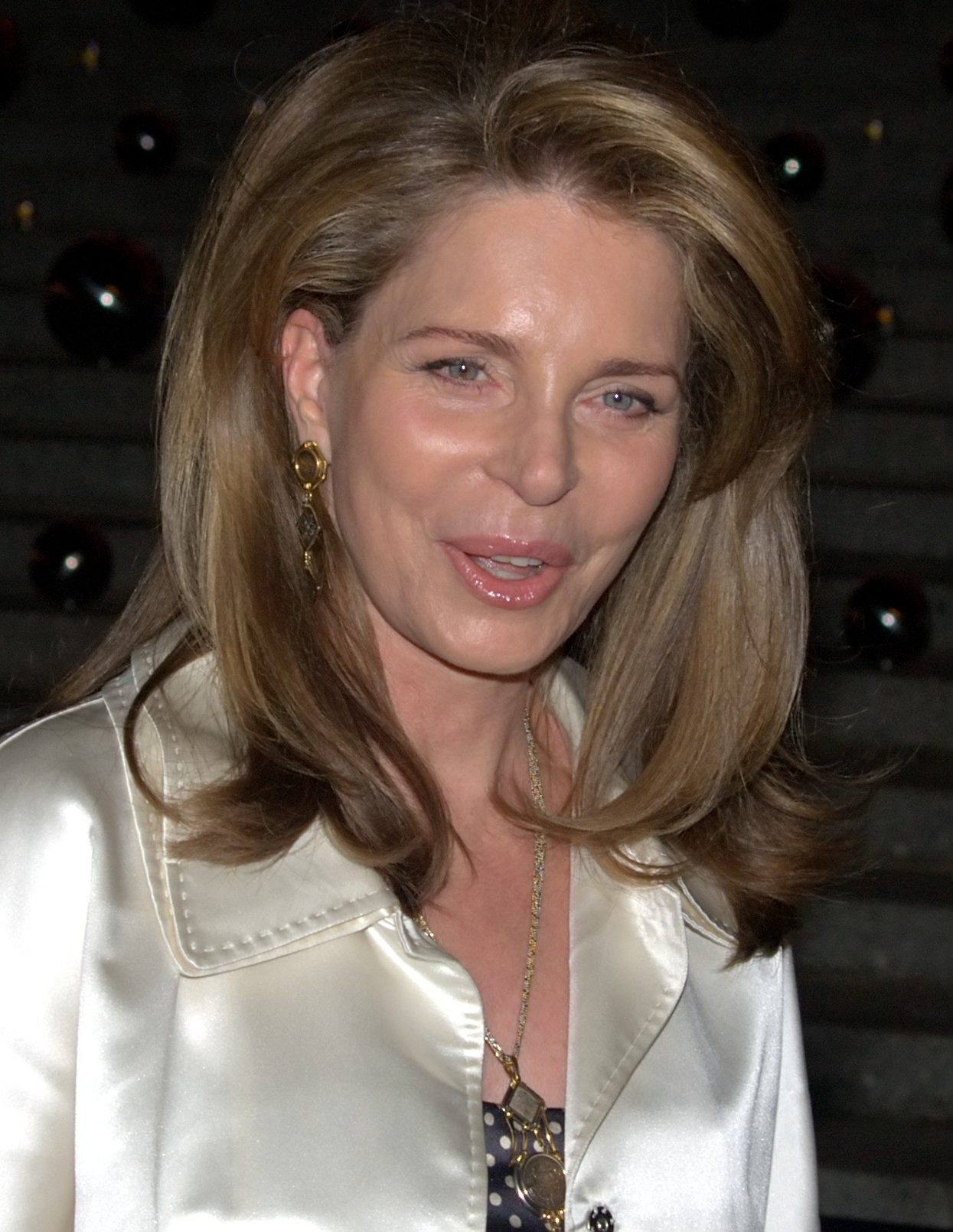
Reina Noor de Jordania
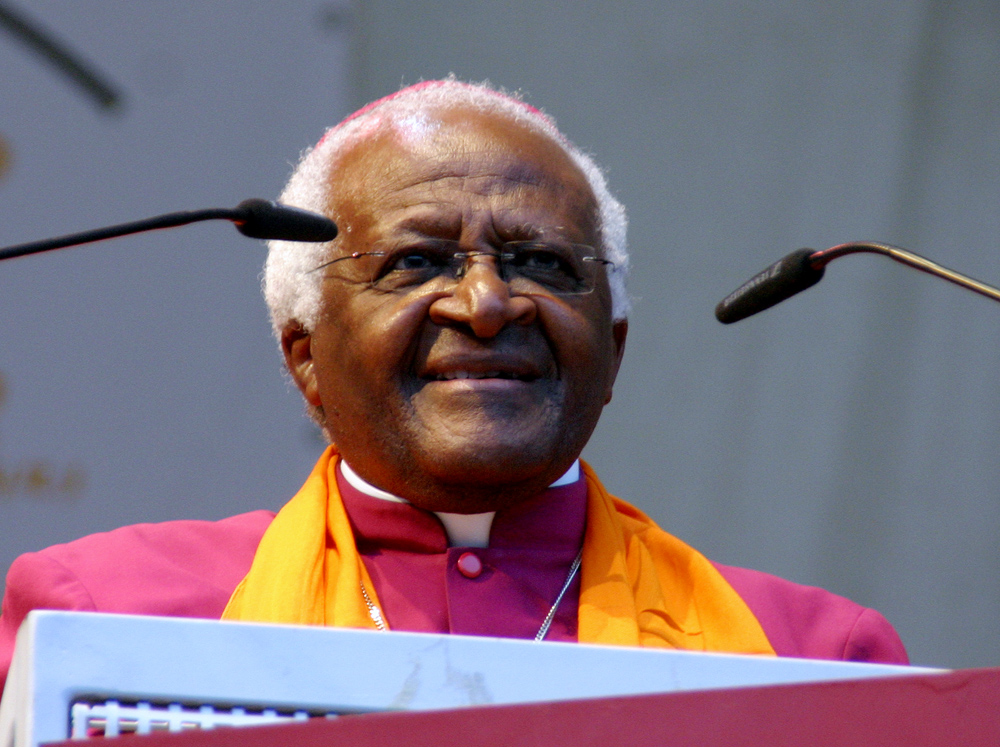
Tutú de Desmond del arzobispo
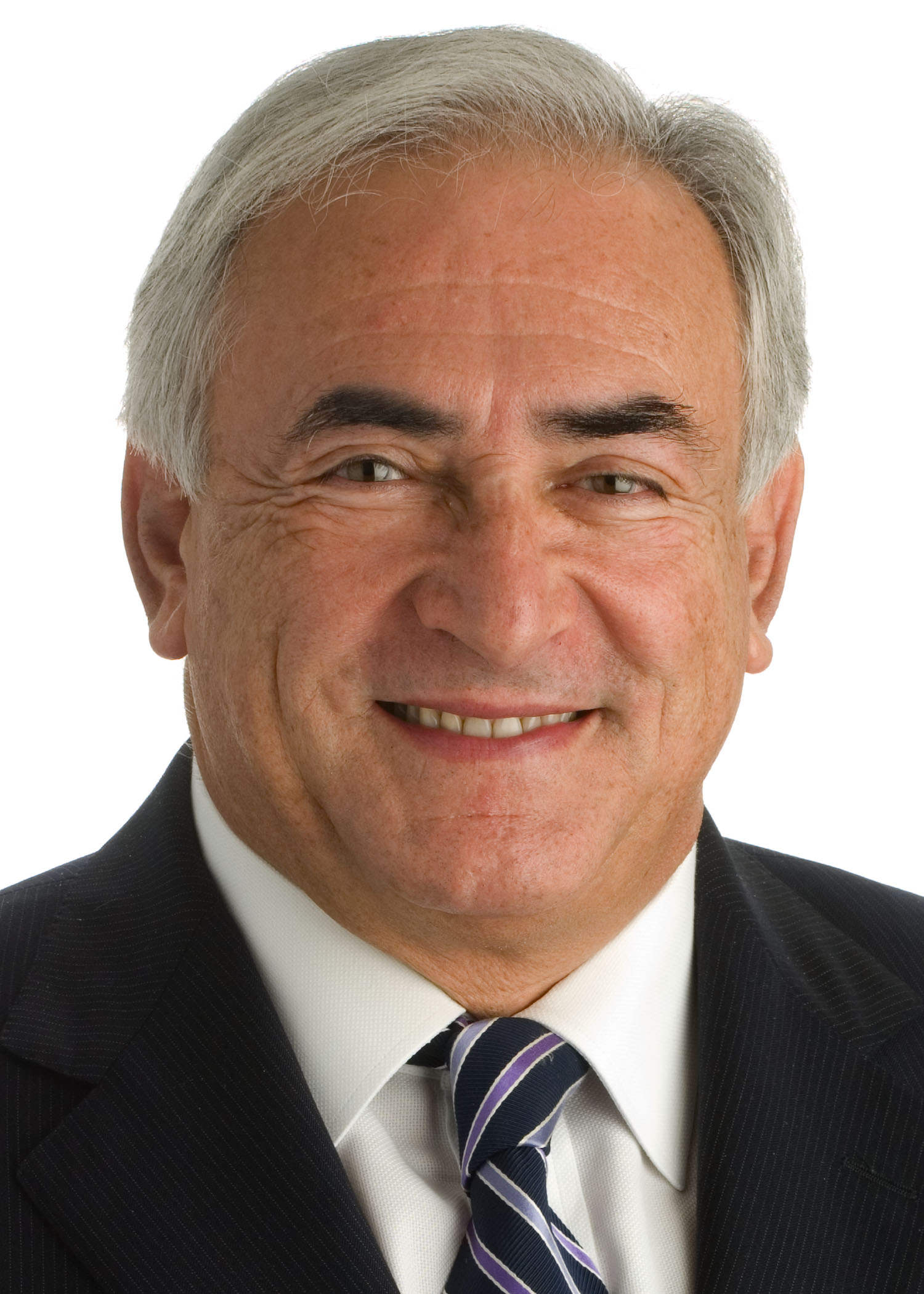
Dominique Strauss-Kahn, cabeza anterior del IMF
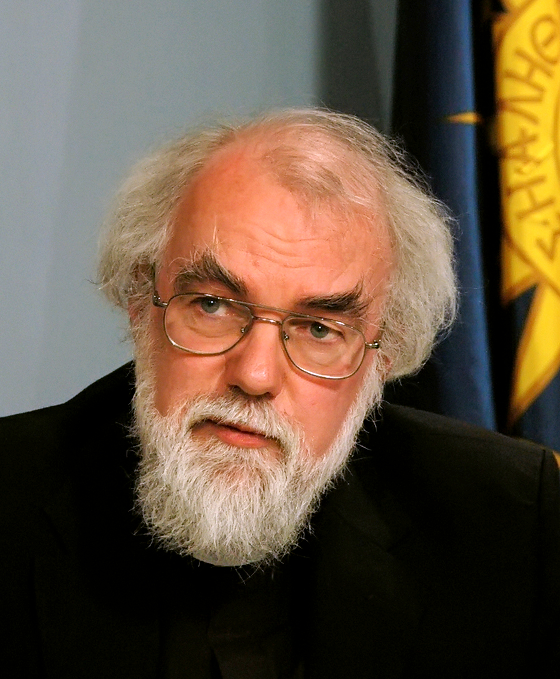
Arzobispo anterior de Canterbury Rowan Williams